# Bacteria tenella
Bacteria tenella är en insektsart som beskrevs av Ludwig Redtenbacher 1908. Bacteria tenella ingår i släktet Bacteria och familjen Diapheromeridae. Inga underarter finns listade.